# Bruce Davison
Cet article possède un paronyme, voir Bruce Davidson.
Pour les articles homonymes, voir Davison.
Bruce Davison est un acteur, producteur et réalisateur américain, né le 28 juin 1946 à Philadelphie, en Pennsylvanie (États-Unis).

## Filmographie

### Comme acteur

#### Années 1969 à 1979
- 1969 : Dernier Été (Last Summer) de Frank Perry : Dan
- 1970 : Des fraises et du sang (The Strawberry Statement) de Stuart Hagmann : Simon
- 1971 : Willard de Daniel Mann : Willard Stiles
- 1971 : Owen Marshall, Counselor at Law (en) (TV) : Raymond 'Cowboy' Leatherberry
- 1971 : Been Down So Long It Looks Like Up to Me (en) de Jeffrey Young : Fitzgore
- 1972 : Peege (en) : Greg
- 1972 : The Jerusalem File de John Flynn : David Armonstrong
- 1972 : Fureur apache (Ulzana's Raid) de Robert Aldrich : Lieutenant Garnett DeBuin
- 1973 : Cops (TV) : Détective Dennis Till
- 1973 : The Affair (en) (TV) : Jamie Patterson
- 1974 : Ma and Pa (TV)
- 1974 : Mame de Gene Saks : Patrick âgé
- 1975 : The Last Survivors (TV) : Michael Larsen
- 1976 : Grand Jury de Christopher Cain : Bobby Allen
- 1976 : Last Summer (TV) : Dan
- 1976 : Ambulances tous risques (Mother, Jugs & Speed) de Peter Yates : Leroy
- 1977 : Portrait of Grandpa Doc : Doug
- 1977 : French Quarter : Kid Ross / Inspecteur Sordik
- 1977 : Short Eyes (en)  de Robert Young : Clark Davis
- 1977 : The Gathering (en) (TV) : George Pelham
- 1978 : Deadman's Curve (en) (TV) : Dean Torrence
- 1978 : Summer of My German Soldier (en) (TV) : Anton Reiker
- 1978 : Le deuil sied à Électre (feuilleton TV) : Orin Mannon
- 1978 : La Cible étoilée (Brass Target) de John Hough : Colonel Robert Dawson
- 1979 : Mind Over Murder (TV) : Jason
- 1979 : The Gathering, Part II (TV) : George

#### Années 1980
- 1980 : The Lathe of Heaven (TV) : George Orr
- 1981 : Les Risques de l'aventure (High Risk) de Stewart Raffill : Dan
- 1981 : The Wave (TV) : Bruce Ross
- 1981 : Incident à Crestridge (Incident at Crestridge) (TV) : Clint Larsen
- 1982 : Kiss My Grits de Jack Starrett : Dolin T. Pike
- 1982 : Tomorrow's Child (TV) : Cliff Bender
- 1983 : Lies de Jim Wheat et Ken Wheat : Stuart Russell
- 1983 : V (série télévisée) : John Langley
- 1983 : The Taming of the Shrew (vidéo) : Tranio
- 1983 : Ghost Dancing (TV) : Calvin Oberst
- 1984 : Les Jours et les nuits de China Blue (Crimes of Passion) de Ken Russell : Donny Hopper
- 1985 : Alfred Hitchcock présente (TV) : Betty Ames / Baker (segment An Unlocked Window)
- 1985 : Drôles d'espions (Spies Like Us) de John Landis : Ruby
- 1986 : Histoires fantastiques ( Amazing Stories) : Episode 17 Saison 1 : Bouh ! : Richard
- 1986 : The Ladies Club (en) de Janet Greek (en) : Richard Harrison
- 1987 : The Misfit Brigade (en) de Gordon Hessler : Porta
- 1987 : Barbara Hutton, destin d'une milliardaire (en) (Poor Little Rich Girl: The Barbara Hutton Story) (TV) : Jimmy Donahue
- 1989 : Lady in the Corner (TV) : Bill Guthrie

#### Années 1990
- 1990 : Un compagnon de longue date (Longtime Companion) : David
- 1990 : Ne touche pas à mon mari (Stolen: One Husband) (TV) : Dr Peter Foley
- 1991 : Harry et les Henderson (Harry and the Hendersons) (série télévisée) : George
- 1991 : Cœur d'acier (Steel and Lace) : Albert Morton
- 1992 : Live! From Death Row (TV) : Laurence Dvorak
- 1992 : Desperate Choices: To Save My Child (en) (TV) : Richard Robbins
- 1993 : An Ambush of Ghosts d'Everett Lewis : Bill Betts
- 1993 : Short Cuts (Short Cuts) : Howard Finnigan
- 1993 : La Justice du désespoir (A Mother's Revenge) (TV) : Bill Sanders
- 1993 : Six degrés de séparation (Six Degrees of Separation) : Larkin
- 1994 : L'Échange (Someone Else's Child) (TV) : Nick Callahan
- 1995 : Homage (en) : Joseph Smith
- 1995 : Les Contes de la crypte épisode (Chair Peinture) (série TV) : Luden Sandleton
- 1995 : The Skateboard Kid II : Burt Squires
- 1995 : Present Tense, Past Perfect (TV)
- 1995 : Loin de la maison (Far from Home: The Adventures of Yellow Dog) : John McCormick
- 1995 : The Cure : Dr Stevens
- 1995 : The Baby-Sitters Club (en) : Watson Brewer
- 1995 : Aux portes de l'enfer (en) (Down, Out & Dangerous) (TV) : Brad Harrington
- 1995 : Au-delà du réel : L'aventure continue / The Outer Limits (série TV) : Dr 'Mac' McEnerney  (Épisode 1.06 : Rendez-vous avec la mort).
- 1996 : Le Dernier Anniversaire (It's My Party) de Randal Kleiser : Rodney Bingham
- 1996 : Alliance fatale (Widow's Kiss) (TV) : Justin Sager
- 1996 : Grace of My Heart : John Murray
- 1996 : After Jimmy (en) (TV) : Ward Stapp
- 1996 : La Chasse aux sorcières (The Crucible) de Nicholas Hytner : Révérend Parris
- 1996 : L'Amérique aux deux visages (Hidden in America) (TV) : Dr Michael Millerton
- 1997 : Lovelife (en) : Bruce
- 1997 : Color of Justice (TV) : Frank Gainer
- 1998 : Paulie, le perroquet qui parlait trop (Paulie) : Dr Reingold
- 1998 : Un élève doué : Richard Bowden
- 1998 : Little Girl Fly Away (TV) : Frank
- 1999 : Locked in Silence (TV) : Jim
- 1999 : Premier Regard (At First Sight) : Dr Charles Aaron
- 1999 : Le Tourbillon des souvenirs (A Memory in My Heart) (TV) : Chase Stewart
- 1999 : Vendetta (TV) : Thomas Semmes

#### Années 2000
- 2000 : The Mutant Watch (TV) : Senateur Robert Kelly
- 2000 : Le roi est vivant (The King Is Alive) : Ray
- 2000 : X-Men : Senateur Kelly
- 2001 : Sexy/Crazy (Crazy/Beautiful) : Tom Oakley
- 2001 : On the Edge  (TV) (segment The Other Side)
- 2001 : Hot Summer (Summer Catch) : Rand Parrish
- 2001 : Noël en été (en) (Off Season) (TV) : Dr Zimmer
- 2002 : Crimes et Pouvoir (High Crimes) : Brigadier-Général Bill Marks
- 2002 : L.A. Law: The Movie (TV) : Lawrence Diebenkorn
- 2002 : Trop jeune pour être père (Too Young to Be a Dad) (TV) : Dan Freeman
- 2002 : New York, unité spéciale (saison 4, épisode 8) : Dr Graham Mandell
- 2002 : Dahmer le Cannibale (Dahmer) : Lionel Dahmer
- 2002 : Manfast : Rupert Iris
- 2003 : Out of the Ashes (en) (TV) : Peter Schuman
- 2003 : X-Men 2 (X2) : Senateur Kelly
- 2003 : Le Maître du jeu (Runaway Jury) de Gary Fleder : Durwood Cable
- 2003 : Rules of the Game : Sergent Baker
- 2004 : The Clinic (TV) : Martin Landrum
- 2004 : Toujours vingt ans (Evergreen) : Frank
- 2004 : Kingdom Hospital (feuilleton TV) : Dr Stegman
- 2004 : On the Couch : Papa
- 2005 : Hate Crime (en) : Pasteur Boyd
- 2005 : Confession : Père Thomas Parker
- 2005 : Going Shopping : Adam
- 2005 : Lost : Dr Brooks
- 2005 : New York, cour de justice (saison 1, épisode 5) : Peter Betts
- 2005 : Le Cœur en sommeil (Touched) (TV) : Robert Davis
- 2005 : 8 mm 2 : Perversions fatales (8MM 2) (vidéo) : Ambassadeur Harrington
- 2005 : Triangle (The Triangle) (feuilleton TV) : Stan Lathem
- 2006 : Untitled Brad Copeland Project (TV)
- 2006 : Special Ops: Delta Force : Général Preston Rossdale
- 2006 : The Dead Girl : Père de Leah
- 2007 : Battlestar Galactica (série TV) : Dr Michael Robert
- 2007 : Agent double : John O'Neill
- 2007 : Juste Cause (Close to Home) (série TV) : Doug Hellman
- 2008 : Les Aventures de Flynn Carson : Le Secret de la coupe maudite (The Librarian: The Curse of the Judas Chalice) (TV) :  Lazlo/Vlad Dracul
- 2008 : Le Retour de K 2000 (TV) : Charles Graiman
- 2008 : Terminator : Les Chroniques de Sarah Connor : Dr Peter Silberman
- 2009-2010 : Ghost Whisperer (TV) : Josh Bedford
- 2009 : Secousse sismique (MegaFault) (TV) : Docteur Mark Rhodes
- 2009 : Des souvenirs pour Noël (A Golden Christmas) (TV) : Rod

#### Années 2010
- 2010 : Titanic II (TV) : James Maine
- 2010 : Menace de glace (Arctic Blast) de Brian Trenchard-Smith (TV) : Winslaw
- 2011 : Castle (TV) : Procureur Louis Arnacki
- 2011 : Armageddon 2013 (Earth's Final Hours) : Rothman
- 2011 :  Hawaii 5-0 s2ep02 : Steven Carver
- 2011 :  Childrens Hospital (TV) : Narrateur (saison 3, épisode 9)
- 2013 : The Lords of Salem : Francis Matthias
- 2013 : Last Resort (TV) : Amiral Arthur Shepard
- 2013 : Lessons in Love (Words and Pictures) de Fred Schepisi
- 2015 - 2018 : The Fosters : Stuart Adams
- 2017 : 11 septembre (9/11) de Martin Guigui : Monohan
- 2017 : Coup de foudre à Paris (Love Locks) de Martin Wood (TV) : Hugo Blanchet
- 2018 : Blindspot : Jean-Paul
- 2018 : Insidious : La Dernière Clé de Adam Robitel : Christian Rainier
- 2019 : Noël au palace (Christmas at the Plaza) de Ron Oliver (TV) : Reginald Brookwater

### Comme réalisateur
- 1991 : Harry et les Henderson (Harry and the Hendersons) (série télévisée)
- 2001 : Noël en été (en) (Off Season) (TV)

### Comme producteur
- 2002 : L'Autre Côté du rêve (The Lathe of Heaven')' (TV)

## Voix françaises
| - Marcel Guido dans : - X-Men - Crimes et Pouvoir - X-Men 2 - Le Maître du jeu - Kingdom Hospital (série télévisée) - Numbers (série télévisée) - Le Cœur en sommeil (téléfilm) - 8 mm 2 : Perversions fatales (téléfilm) - Triangle (mini-série) - The Glades (série télévisée) - Michel Laroussi dans : - Le Retour de K 2000 (série télévisée) - The Closer : L.A. enquêtes prioritaires (série télévisée) - Leverage (série télévisée) - Last Resort (série télévisée) - Lessons in Love - Those Who Kill (série télévisée) - The Curse of Sleeping Beauty - Retour vers le passé (téléfilm) - Blindspot (série télévisée) - The Son (série télévisée) - 1923 (série télévisée) - Edgar Givry dans : - Harry et les Henderson (série télévisée) - Les Contes de la crypte (série télévisée) - La Mort d'un fils (téléfilm) - Le Tourbillon des souvenirs (téléfilm) - FBI : Portés disparus (série télévisée) - JAG (série télévisée) - Jean-Luc Kayser dans : - Close to Home : Juste Cause (série télévisée) - The L Word (série télévisée) - Les Aventures de Flynn Carson : Le Secret de la coupe maudite (téléfilm) - Des souvenirs pour Noël (téléfilm) - Secousse sismique (téléfilm) | - Joël Martineau dans : - Les Jours et les nuits de China Blue - Au-delà du réel : L'aventure continue (série télévisée) - Daniel Beretta dans : - Un compagnon de longue date - Sexy/Crazy - Gabriel Le Doze dans : - The Practice : Donnell et Associés (série télévisée) - Black Beauty (téléfilm) - Bernard Tiphaine (*1938 - 2021) dans (les séries télévisées) : - Les Experts - Ghost Whisperer (1re voix) - Michel Paulin dans (les séries télévisées) : - Drop Dead Diva - Kingdom - Féodor Atkine dans : - Lost : Les Disparus (série télévisée) - Noël au palace (téléfilm) - Guy Chapellier dans (les séries télévisées) : - Les Anges du bonheur - Ghost Whisperer (2e voix) - Jean-Bernard Guillard dans : - Insidious : La Dernière Clé - Le Nom de la rose (série télévisée) Et aussi - Yves-Marie Maurin (*1944 - 2009) dans Willard - François Leccia (*1948 - 2009) dans Fureur apache - Georges Poujouly (*1940 - 2000) dans Ambulances tous risques - Roger Crouzet (*1927 - 2000) dans La Cible étoilée - Jean-Pierre Leroux dans La Chasse aux sorcières - Yves Beneyton dans Paulie, le perroquet qui parlait trop - Claude Giraud (*1936 - 2020) dans Un élève doué - Daniel Lafourcade dans Premier Regard - Marc Bretonnière dans Dahmer le Cannibale - Dominique Paturel (*1931 - 2022) dans Trop jeune pour être père (téléfilm) - Pierre Laurent dans New York, cour de justice (série télévisée) - Denis Boileau dans Esprits criminels (série télévisée) - Hervé Caradec dans Menace de glace (téléfilm) - Mathieu Rivolier dans Bigfoot (téléfilm) - Bernard Demory dans Don't Trust the B---- in Apartment 23 (série télévisée) - Michel Dodane dans Le Manoir (en) - Nicolas Marié dans The Fosters (série télévisée) - Thierry Ragueneau dans Bosch: Legacy (série télévisée) |

## Distinctions

### Récompenses
- New York Film Critics Circle Awards 1990 : Meilleur acteur dans un second rôle pour Un compagnon de longue date
- Film Independent Spirit Awards 1991 : meilleur acteur dans un second rôle pour Un compagnon de longue date
- National Society of Film Critics Awards 1991 : meilleur acteur dans un second rôle pour Un compagnon de longue date
- Golden Globes 1991 : Meilleur acteur dans un second rôle pour Un compagnon de longue date
- Oscars 1991 : Meilleur acteur dans un second rôle pour Un compagnon de longue date
- Mostra de Venise 1993 : Lauréat du Prix Spécial Coupe Volpi de la meilleure distribution dans une comédie dramatique pour Short Cuts partagé avec Andie MacDowell, Tim Robbins, Jack Lemmon, Zane Cassidy, Julianne Moore, Matthew Modine, Anne Archer, Fred Ward, Jennifer Jason Leigh, Chris Penn, Joseph C. Hopkins, Josette Maccario, Lili Taylor, Robert Downey Jr., Madeleine Stowe, Cassie Friel, Dustin Friel, Austin Friel, Lily Tomlin, Tom Waits, Frances McDormand, Peter Gallagher, Jarrett Lennon, Annie Ross, Lori Singer, Lyle Lovett, Buck Henry, Huey Lewis, Danny Darst, Margery Bond, Robert DoQui, Darnell Williams, Michael Beach, Andi Chapman, Deborah Falconer, Susie Cusack, Charles Rocket et Jane Alden.
- Golden Globes 1994 : Lauréat du Prix de la meilleure distribution pour Short Cuts
- Satellite Awards 2012 : Lauréat du Prix d'Honneur.
- Hollywood Reel Independent Film Festival 2016 : meilleur acteur dans un second rôle pour Displacement
- Northern Virginia International Film and Music Festival 2021 : meilleur acteur dans une série télévisée comique pour The Roommates
- Northern Virginia International Film and Music Festival 2021 : meilleure distribution dans une série télévisée comique pour The Roommatespartagé avec Barry Bostwick, Martin Kove, J.C. Henning, India Adams, Jeff Jeffers, Loren Lester, Kenlyn Kanouse, Marianne J. Murphy et Anthony James Wolf.
- The Southern California International Film Festival 2021 : meilleur acteur dans une série télévisée comique, meilleure distribution dans une série télévisée comique pour The Roommates

### Nominations
- Laurel Awards 1971 : meilleure star masculine de demain pour Des fraises et du sang
- Los Angeles Film Critics Association Awards 1990 : Meilleur acteur dans un second rôle pour Un compagnon de longue date
- Awards Circuit Community Awards 1996 : meilleure distribution  pour La Chasse aux sorcières partagé avec Daniel Day-Lewis, Winona Ryder, Joan Allen, Paul Scofield, Rob Campbell (en), Jeffrey Jones, Frances Conroy et Charlayne Woodard.
- Hollywood South Film Festival 2018 : Lauréat du Prix du Jury du meilleur acteur pour Abnormal Attraction
- Indie Series Awards 2018 : meilleur acteur dans une série télévisée dramatique pour The Bay
- Idyllwild International Festival of Cinema 2019 : Lauréat du Prix du Jury du meilleur acteur pour Abnormal Attraction
- Film Independent Spirit Awards 2020 : meilleur acteur principal  pour Alone
- Oceanside International Film Festival 2020 : meilleur acteur principal dans une série télévisée comique pour The Roommates